# 原爆死没者慰霊碑
原爆死没者慰霊碑（げんばくしぼつしゃいれいひ）は、広島県広島市の広島平和記念公園内に設置されている慰霊碑。公式名称は広島平和都市記念碑。

## 歴史
慰霊碑は1949年（昭和24年）のGHQ占領下に成立した「広島平和記念都市建設法」の精神に則り、建立が計画された。
慰霊碑の設計は丹下健三（当時東京大学助教授）が担当。広島平和記念公園の敷地内の、広島平和記念資料館と原爆ドーム（旧：広島県産業奨励館）を結ぶ直線上に設置された。「原爆犠牲者の霊を雨露から守りたい」という趣旨から、屋根の部分がはにわの家型をしている。中央の石室には、国内外を問わず、死亡した原爆被爆者全員の氏名を記帳した名簿が納められている。
慰霊碑のデザインは、丹下健三が推薦した彫刻家イサム・ノグチの案に一旦は内定した。ノグチのデザインは、原爆ドームを望む巨大なアーチ型の碑で、地上部分だけでなく大きな地下空間をも擁するものであった。しかし、丹下の恩師でもある岸田日出刀らが、日系アメリカ人というノグチの出自を理由に難色を示す意見を強硬に主張したため、ノグチ案を生かした形で丹下が再デザインすることになった。建設当時の屋根はコンクリート製であったが、老朽化のため1985年（昭和60年）に一時撤去ののち現在の御影石製に改築されている。
当時の広島市長浜井信三は、米国アーリントン国立墓地の無名戦士の墓の慰霊碑に感動し、「広島の慰霊碑にもぜひ碑文を刻みたい」と思ったが、この碑に盛り込もうとしたのは「誓い」と「祈り」であった。
石碑の碑文「安らかに眠って下さい 過ちは繰り返しませぬから」は、広島大学教授の雑賀忠義が浜井の依頼を受けて提案、揮毫した。

## 原爆死没者名簿
原爆死没者慰霊碑に納められている「原爆死没者名簿」は、関係者の申請により毎年加筆されている。記載数は32万4129人（2020年8月6日現在）は、広島市により確認された「死没者総数」である。新規登録者数の推移を見ると、存命する被爆者がますます減少し、少なくなりつつあることがわかる。

## 略歴

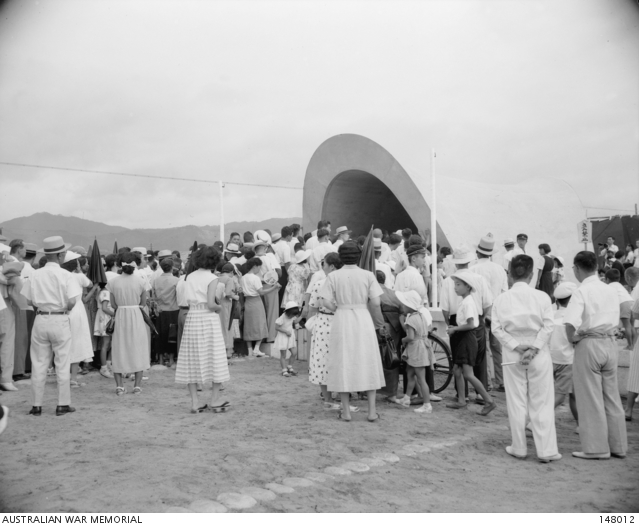
除幕式。

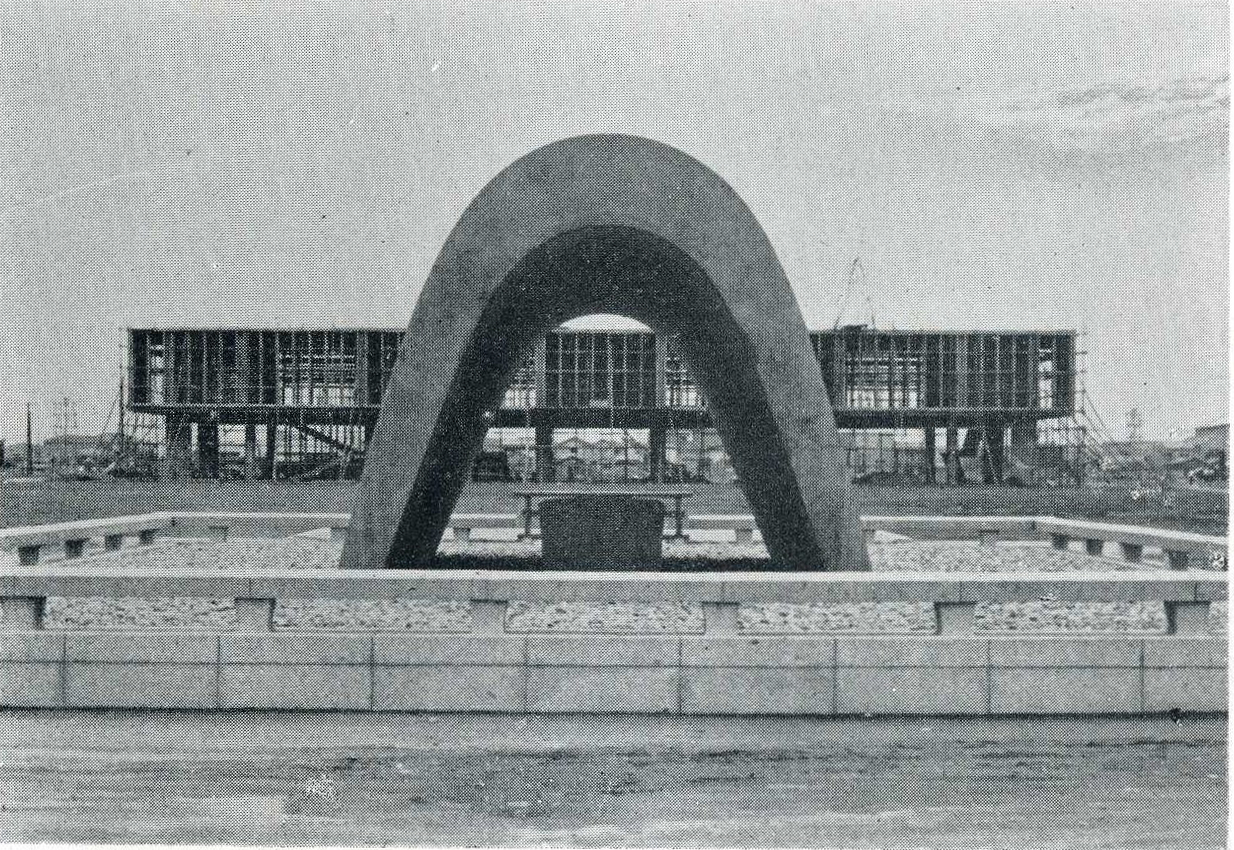
完成直後。奥側が工事中の平和資料館。

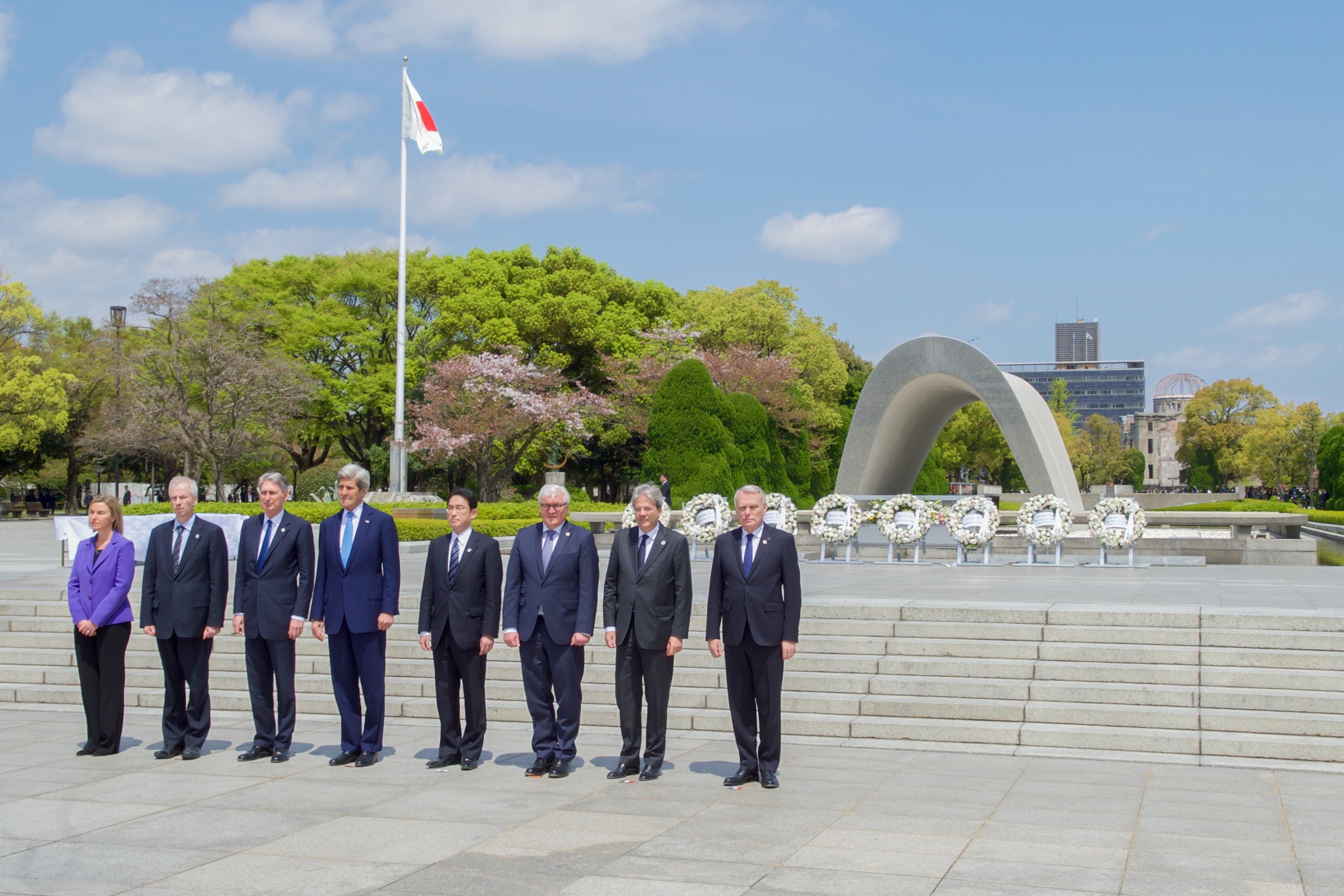
G7広島外相会合での献花。ジョン・ケリー米国務長官（当時）はアメリカ政府現役閣僚として初の訪問となった。

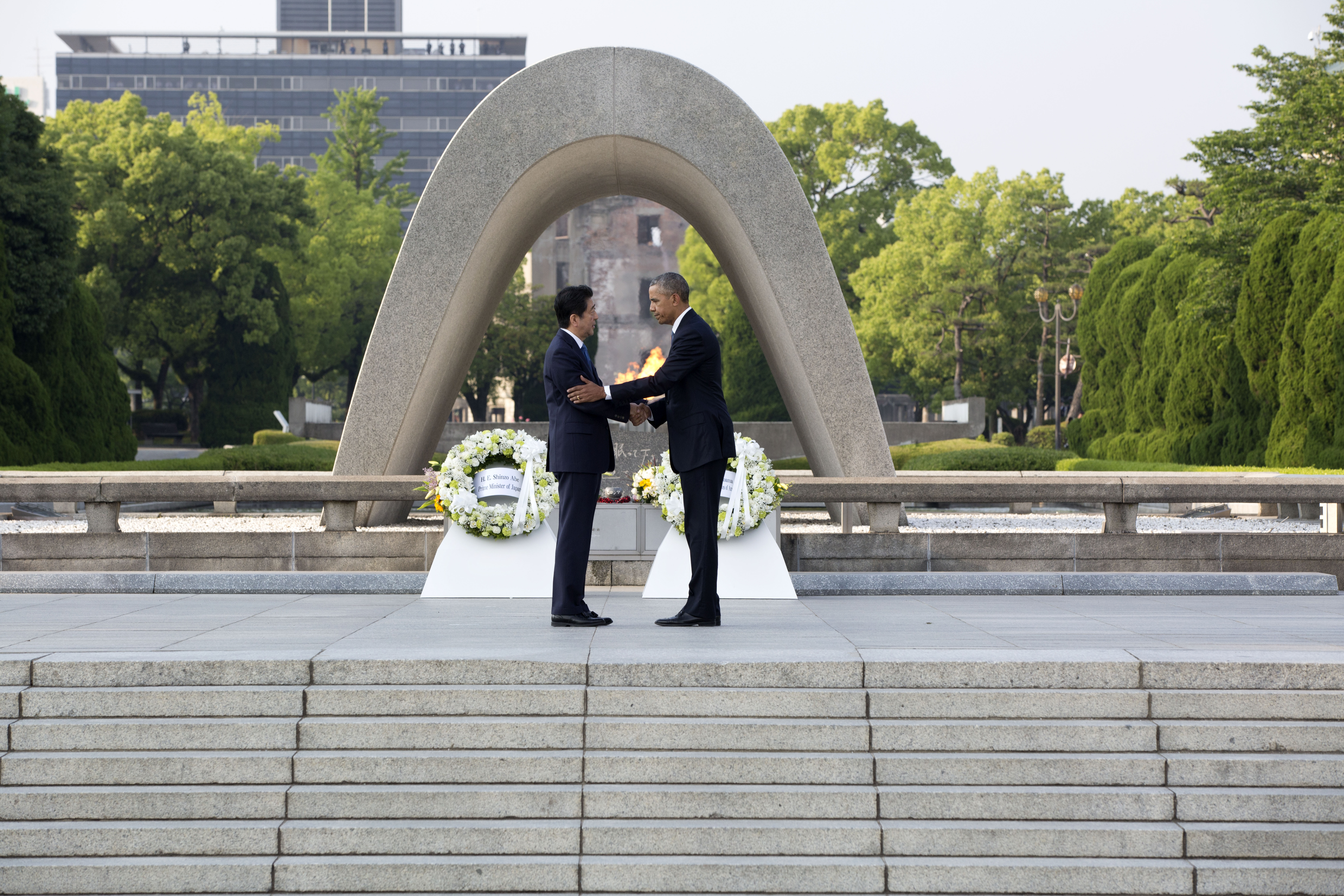
バラク・オバマの広島訪問。

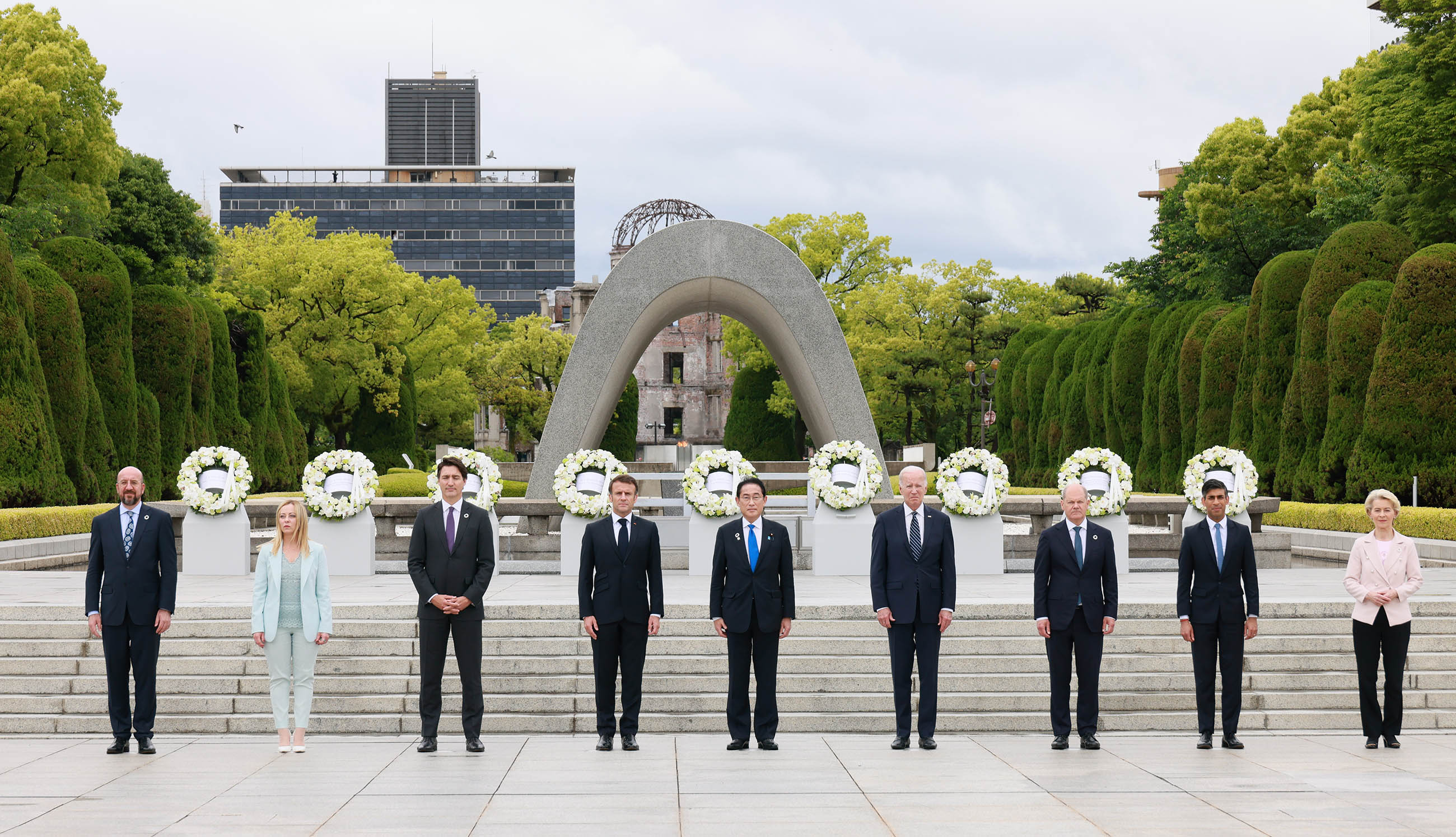
G7広島サミットでの献花。

- 1949年（昭和24年）、 GHQによる被占領下で、広島平和記念都市建設法公布。
- 1952年（昭和27年）7月22日、慰霊碑碑文「安らかに眠って下さい 過ちは繰り返しませぬから」の決定。
- 1952年（昭和27年）8月6日、原爆死没者慰霊碑の除幕式。当初はコンクリート製であった[3]。
- 1970年（昭和45年）、被爆死した捕虜米兵であるロンサム・レディ号射撃手ジョン・ロング伍長と、白系ロシア人ポール・ボルゼンスキーの、2人の氏名が原爆死没者名簿に登載される[4]。
- 1971年（昭和46年）4月16日、昭和天皇と香淳皇后が広島県広島市を行幸啓（訪問）する際、初めて参拝する。
- 1971年（昭和46年）8月6日、佐藤栄作が歴代の内閣総理大臣で初めて平和式典に出席する。
- 1985年（昭和60年）、現在の御影石製に改築する[3]。
- 2005年（平成17年）7月26日、原爆慰霊碑破損事件発生。
- 2016年（平成28年）5月27日、アメリカ合衆国大統領・バラク・オバマが現職のアメリカ合衆国大統領として初めて広島平和記念公園を訪問、慰霊碑に献花した[5]。
- 2023年（令和5年）5月19日、第49回先進国首脳会議（G7広島サミット）の公式行事として、G7首脳が初めて揃って平和記念公園を訪問、慰霊碑に献花した[6]。
- 2024年（令和6年）7月23日、原爆慰霊碑そばにあった木製の国旗掲揚ポール（2023年11月の強風で折損）に替えて、アルミニウム製の国旗掲揚ポールを新設[7]。

## 碑文論争
慰霊碑の石碑前面には、「安らかに眠って下さい 過ちは 繰返しませぬから」（やすらかにねむってください あやまちは くりかえしませぬから）と刻まれている。
この文章は、自身も被爆者である雑賀忠義広島大学教授（当時）が撰文・揮毫したもの。浜井信三広島市長が述べた「この碑の前にぬかずく1人1人が過失の責任の一端をにない、犠牲者にわび、再び過ちを繰返さぬように深く心に誓うことのみが、ただ1つの平和への道であり、犠牲者へのこよなき手向けとなる」に準じたものであった。
この「『過ち』は誰が犯したものであるか」については、建立以前から議論があった。GHQによる占領が終了し、加害国である米国とのサンフランシスコ講和条約発効後の1952年（昭和27年）8月2日、広島市議会において浜井市長は「原爆慰霊碑文の『過ち』とは戦争という人類の破滅と文明の破壊を意味している」と答弁した。
また同年8月10日付の中国新聞には「碑文は原爆投下の責任を明確にしていない」「あくまで原爆を投下したのは米国であるから、『過ちは繰返させませんから』とすべきだ」との投書が掲載された。これにはすぐに複数の反論の投書があり、「広く人類全体の誓い」であるとの意見が寄せられた。浜井市長も「誰のせいでこうなったかの詮索ではなく、こんなひどいことは人間の世界にふたたびあってはならない」と、主語は人類全体とする現在の広島市の見解に通じる主張がなされている。
インド人法学者のラダ・ビノード・パール（極東国際軍事裁判の判事の一人）は、同年11月3日から4日間、講演のため広島を訪問した。慰霊碑を訪れる前日4日の講演（世界連邦アジア会議）でも、「広島、長崎に原爆が投ぜられたとき、どのような言い訳がされたか、何のために投ぜられなければならなかったか」と、原爆投下と、投下を正当化する主張を強く批判していた。そして5日に慰霊碑を訪れた際、献花と黙祷の後に、通訳を介して碑文の内容を聞くと「原爆を落としたのは日本人ではない。落としたアメリカ人の手は、まだ清められていない」と、日本人が日本人に謝罪していると解釈し非難した。
これを聞いた雑賀は、同年11月10日パールに「広島市民であると共に世界市民である我々が、過ちを繰返さないと誓う。これは全人類の過去、現在、未来に通ずる広島市民の感情であり良心の叫びである。『原爆投下は広島市民の過ちではない』とは世界市民に通じない言葉だ。そんなせせこましい立場に立つ時は過ちを繰返さぬことは不可能になり、霊前でものをいう資格はない。」との抗議文を送った。
このことをきっかけとして、主語は原爆死没者か日本人かアメリカ人もしくは世界人類か、「誰」が過ちを繰り返さないといっているのか。「繰返しませぬから」か「繰り返させませぬ」かといった碑文論争が行われた。
なお雑賀による碑文の英訳は「Let all the souls here rest in peace ; For we shall not repeat the evil」で、主語は“We”（我々は）、これは「広島市民」であると同時に「全ての人々」（世界市民である人類全体）を意味すると、雑賀が1952年11月に広島大学教養部での講義などで述べた。

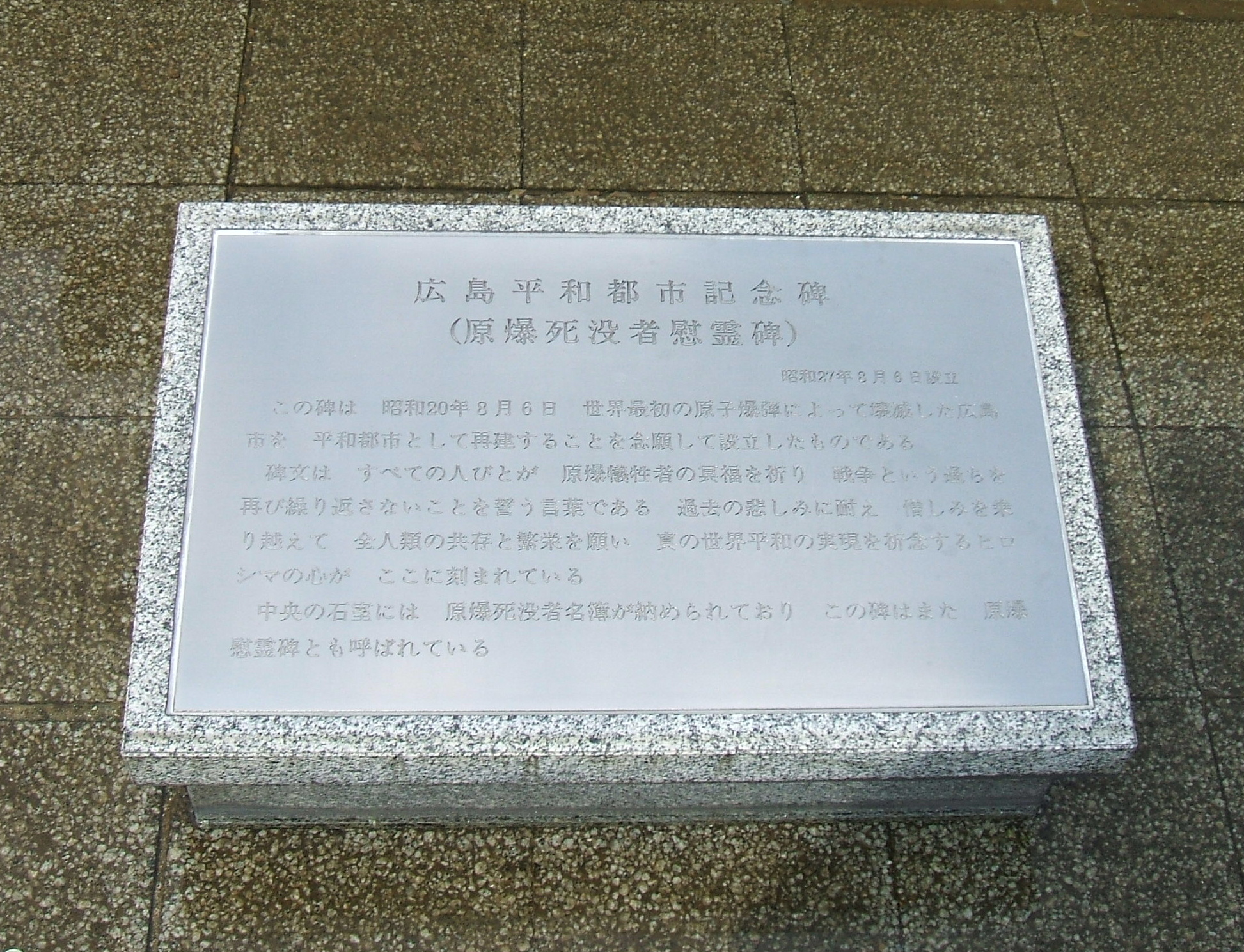
以前設置されていた慰霊碑碑文の説明板。現在は8ヶ国語表記になったためアクリル板表記になっているが、主旨は同じ

1970年2月11日には、「碑文は犠牲者の霊を冒涜している」と主張する「原爆慰霊碑を正す会」（岩田幸雄会長、児玉誉士夫顧問、荒木武相談役）なる市民グループによって碑文の抹消・改正を要求する運動が盛り上がった事があった。また、この運動を軍国主義的・民族主義的主張であると反発する市民グループが対抗して「碑文を守る会」を結成し、激しい論戦が繰り広げられた。この運動に対して、時の市長山田節男は「再びヒロシマを繰返すなという悲願は人類のものである。主語は『世界人類』であり、碑文は人類全体に対する警告・戒めである」という見解を示した。この見解が出されて以降、碑文の意図するところは、「日本」「アメリカ」といった特定の国の枠を超えて、全ての人間が再び核戦争をしないことを誓うためのものである、とする解釈が公式見解となった。また、1983年には、慰霊碑に主語としてトルーマンと記された札が貼り付けられる事件が発生、これを受けて広島市は、浜井市長の答弁を基にした説明版（日本語と英語で表記）を慰霊碑西側の池の中に設置した。説明板では「碑文はすべての人びとが、原爆犠牲者の冥福を祈り、戦争という過ちを再び繰り返さないことを誓う言葉である。」とあり、犠牲者への冥福と不戦の誓いの言葉であると解説されている。
以上の経緯を経て、「碑文の主語は人類」が公式見解となり、大きな論争は無くなったと見られたが、現在も碑文は「人類の過ち」又は「日本人の過ち」を意味するとの解釈の差があって「特定の国の枠を超えた全ての人間が再び核戦争をしないことを誓う」という広島市側の見解に否定的な意見もある。
2016年5月27日、現職のアメリカ合衆国大統領として初めてバラク・フセイン・オバマ2世が慰霊碑を訪れ、犠牲者に黙祷を捧げ献花を行った。「かつて原爆を投下した国の指導者であるオバマ氏が、碑の前で、我が事としてその主語に「人類」を当てはめたのでは、そんな想像さえした」と評価された。少年時代を広島で過ごしたモーリー・ロバートソンは、オバマ演説での「帝国は盛衰し、民族は支配下におかれたり解放されたりしてきた。それらの節目で苦しんできたのは罪の無い人々だった」での「帝国」はアメリカを指しており、また、この慰霊碑の主語が「人類」であることがオバマのスピーチで解ったと評し、「今まで欠けていたピースが71年の時間を経て、ぴったりはまった気がしました」と述べている。

## 破損事件

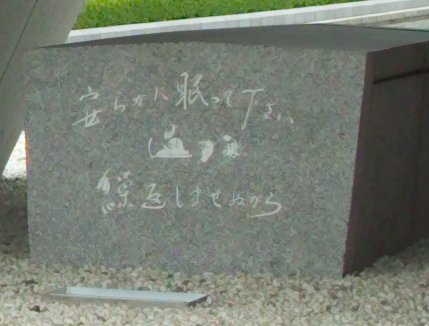
傷つけられた慰霊碑（2005年8月）

慰霊碑への犯罪行為は何度か繰り返されている。慰霊碑に塗料がかけられたり、主語としてトルーマン大統領と書かれた札が貼り付けられたりした。2002年3月5日にかけられた赤ペンキは中の死没者名簿にまで達した。2005年7月26日にも、27歳の右翼団体構成員が、慰霊碑の碑文「安らかに眠って下さい 過ちは 繰（くり）返しませぬから」の「過ちは」の部分にハンマーで傷を付ける事件が起き、初めて慰霊碑そのものを新造交換することとなり、戦後60年を経てもなお癒えない、原爆という災禍の日本に与えた複雑な影響を内外に知らしめることとなった。2009年にも同じ動機で慰霊碑にささげられた花束を投げ捨てた人が礼拝所不敬罪で検挙される事件も発生した。さらに2012年1月4日には、慰霊碑に金色の塗料が噴きかけられる事件が発生する等、過去5回の破壊行為に遭っている。

## 天皇・皇族の訪問
昭和天皇は、香淳皇后との戦後初のヨーロッパ7ヶ国歴訪を前に1971年（昭和46年）4月15日に広島県広島市を行幸啓（訪問）し、永野厳雄広島県知事（当時）の説明に対し「原爆にあった被爆患者には、今後も援助、援護の手をさしのべるよう一層の努力をするように」と述べ、4月16日に昭和天皇・香淳皇后夫妻が初めて原爆慰霊碑に参拝した。天皇は被爆者に対し「昭和22年に原爆を受けた当地を訪ね、親しく被災者に面接し、同情に耐えず、世界平和の続く事を思いましたが、今なお療養を続けている多数の市民のある事を聞き、胸のせまる思いがします。今後は互いに明るい気持ちを持って療養を続け、すみやかに元気な姿になる事を希望してやみません」と述べた。
『はだしのゲン』の作者・中沢啓治は昭和天皇の戦争責任を主張しており、これらの行為を「広島の式典に参列する事によって天皇の戦争責任を免罪符にする行為」「大人しい被爆者を選んで天皇の前に座らせて儀式をしている」と激しく非難している。
この時、天皇来広に反発する被爆者青年同盟などと原爆慰霊碑の「安らかに眠って下さい。過ちは繰り返しませぬから」の抹消を求める右翼グループの鋭い対立を生んだ。右翼は「両陛下が慰霊碑に参拝されるのは屈辱だ」 と述べた。同年の3月に被爆者青年同盟、広島部落解放研究連合、広島青年アジア研究会の「三団体連絡会議」（土屋稔代表）の三団体は「天皇の来広は被爆者の怨念を慰撫することにより、被爆者に対する国家責任をあいまいにし、核アレルギーを解消させようとするものだ」と述べ、一方 広島県被団協の森滝市郎理事長は「原爆の問題が人々の記憶から遠のきかけているとき、両陛下においでいただくことは大きな意味がある。できれば原爆資料館を見学していただきたい」 と述べた。
1974年（昭和49年）開催の「秋の園遊会」で昭和天皇は重藤文夫日本赤十字社広島原爆病院院長（当時）に伝言し「患者の方々によろしく伝えて下さい」と激励した。
しかし翌年1975年（昭和50年）10月31日、昭和天皇は記者会見の際に「この原子爆弾が投下されたことに対して遺憾に思っていますが、こういう戦争中であることですから広島市民に対して気の毒であるが、やむをえないことと思います。」と返答し、問題となった。広島県原爆被害者団体協議会（広島県被団協）の森滝市郎は宮内庁に抗議文を送付し、宇佐美毅がそれに返答をしている。
上皇明仁は昭和時代において皇太子明仁親王として皇太子妃美智子（両者とも当時）と共に夫妻で戦後4度も広島県広島市を行啓（訪問）しており、その内の3回、1960年（昭和35年）の8月、1968年（昭和43年）の7月、1978年（昭和53年）の7月に原爆死没者慰霊碑および広島赤十字・原爆病院を訪問している。
また1981年（昭和56年）8月7日には記者会見で、「日本人として忘れてはならない4つの日がある」と発言し、「私は終戦記念日（8月15日、8月6日の広島、9日の長崎の原爆の日、そして沖縄戦が終わった6月23日の4回、毎年、黙祷（黙とう）をしている」「遺族のことなどを考えるとやはり黙祷してしまいます。広島原爆投下の日にはテレビをつけて一緒に黙祷します。戦争は2度とあってはならないことです」と述べている。
1989年（昭和64年）1月7日に昭和天皇崩御（死去）。平成時代に入っての天皇即位後には皇后美智子と共に夫妻で6回にわたり広島県へ行幸啓（訪問）したが、そのうちの1989年（平成元年）9月9日、1995年（平成7年）5月20日および同年7月27日、1996年（平成8年）10月11日、2014年（平成26年）12月4日の計5回、原爆死没者慰霊碑を訪問し、供花している。
また徳仁および皇后雅子夫妻や、秩父宮妃勢津子、高松宮宣仁親王および同妃喜久子夫妻、三笠宮崇仁親王および同妃百合子夫妻、常陸宮正仁親王および同妃華子夫妻、秋篠宮文仁親王および同妃紀子夫妻などの皇族が訪問している。

## 関連論文
- 竹村信治（広島大学教育学部教授） 『北畠豊彦氏寄託「原爆死没者慰霊碑碑文色紙」（昭和32年末〜33年初頃） 解題』
  - 『プロブレマティーク（Proble'mati'que） 文学／教育』 VI （第6号） 2005年10月、所収。